# Boombox (Laura Marano)
Boombox è un singolo della cantante statunitense Laura Marano, pubblicato il 13 luglio 2016 dalla Big Machine Records, come suo primo singolo di debutto, e per il suo album di debutto.

## La canzone
È stato scritto da Joe Kirkland, Jason Dean, Rami Jrade e Asia Whiteacre. La canzone è dance-pop con elementi di elettropop . Un video musicale per la canzone è stato pubblicato il 4 aprile 2016 e ha accumulato oltre 50 milioni di views. Ken Jeong fa la sua apparizione nel video musicale. Radio Disney ha premiato la canzone durante la trasmissione di Marano  "For the Record" l'8 marzo e la canzone venne pubblicata l'11 marzo 2016 in tutto il mondo.

## Video musicale
Il video musicale è diretto da Cole Walliser, il video venne pubblicato il 4 aprile 2016. Il video ha un formato video-in-a-video e caratterizzata dal comico Ken Jeong, interpretando il regista del video, insieme a sua figlia Zooey Jeong. Nel video Ken Jeong sta mostrando a Laura Marano come fare la coreografia, avendo difficoltà a svolgerla. Il video ha accumulato oltre 50 milioni di visualizzazioni su YouTube . "Boombox" è stato anche nominato per uno Streamy.

## Performance live
Laura Marano ha eseguito in singolo live ai 2016 Radio Disney Music Awards il 1 maggio 2016. Ha poi eseguito la canzone allo show Today il 31 maggio 2016.

## Premi e nomination
Streamy Awards
- 2016 - Nomination - Original song - Boombox

## Tracce

### Download digitale
Boombox – 3:16

## Classifiche
| Classifica (2016) | Posizione massima |
| ----------------- | ----------------- |
| Stati Uniti       | 27                |

## Date di pubblicazione
| Paese | Data di pubblicazione | Formati           |
| ----- | --------------------- | ----------------- |
| Mondo | 11 marzo 2016         | Download digitali |